# Aldabrachelys gigantea hololissa
Aldabrachelys gigantea hololissa är en underart av aldabrasköldpadda i familjen landsköldpaddor, som beskrevs av Albert Günther 1877.

## Utbredning
Aldabrachelys gigantea hololissa levde endast på Aldabra-atollen som tillhör Seychellerna.
Underarten har varit utrotad i vilt tillstånd sedan mitten av 1800-talet, men 1999 kom det fram uppgifter om att 12 individer överlevt i fångenskap. En cirka 182 år gammal sköldpadda på Sankta Helena vid namn Jonathan tros vara en av artens överlevare. Han kan även vara den äldsta levande sköldpaddan i världen.

## Bildgalleri

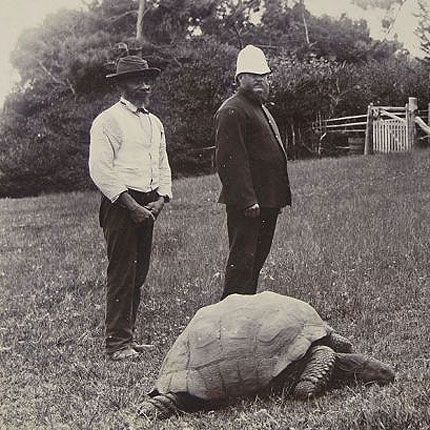
Jonathan år 1900
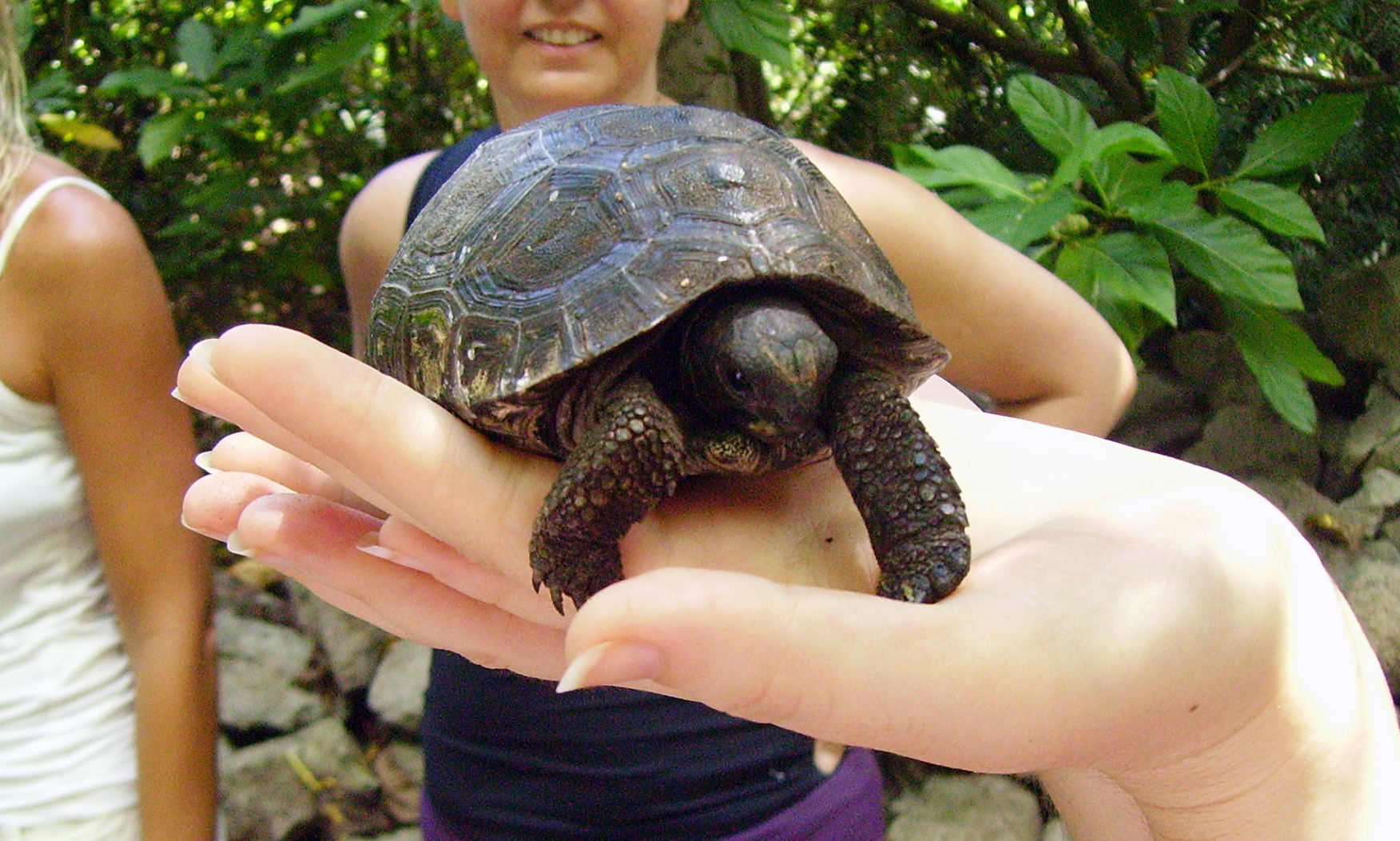
Ungdjur